# Цифровий звукозапис

Схема проходження звуку від джерела через мікрофон, АЦП, процесор, ЦАП, гучномовець і знову в звук

Цифровий звукозапис — технологія перетворення аналогового звуку на цифровий з метою збереження його на фізичному носії для можливості подальшого відтворення записаного сигналу.
Цифровий звук — результат перетворення аналогового сигналу звукового діапазону в цифровий формат звуку.
Найпростіший метод перетворення, імпульсно-кодова модуляція (ІКМ), полягає в отриманні послідовності миттєвих значень рівня сигналу, що вимірюється аналого-цифровим перетворювачем (АЦП) через рівні проміжки часу.
Різновидом ІКМ є дельта-модуляція, де на кожному кроці дискретизації сигнал порівнюється з пилкоподібною напругою.
Сигма-дельта модуляція — спосіб подання сигналу на основі принципу надлишкової дискретизації і формування шуму квантування, що дозволяє знизити рівень шуму.
Сучасні методи використовують складніші алгоритми перетворення. Крім подання звукових коливань у цифровому вигляді, застосовується також створення спеціальних команд для автоматичного відтворення на різних електронних музичних інструментах. Відомим прикладом такої технології є MIDI.
Переваги бітового коду використовуються при передаванні кодованого сигналу на відстань, шифруванні сигналу, цифровому підписуванні сигналу, відновленні втрат, викликаних перешкодами під час передавання, а також в інших застосуваннях.
Подання аудіоданих у цифровому вигляді дозволяє ефективно змінювати вихідний матеріал за допомогою спеціальних пристроїв або комп'ютерних програм — звукових редакторів, що знайшло широке застосування в промисловості, медіа-індустрії та побуті.
Для відтворення цифрового звуку застосовують спеціальне устаткування, наприклад музичні центри, цифрові плеєри, комп'ютери зі звуковою картою та встановленим програмним забезпеченням: аудіоплеєром або медіаплеєром.

## Історія
- 1928 року Гаррі Найквіст у роботі «Деякі проблеми теорії телеграфної передачі» визначив необхідну смугу лінії зв'язку для передавання імпульсного сигналу — основа цифрового звуку[1]
- 1933 року В. О. Котельников у роботі «Про пропускну здатність ефіру і дроту в електрозв'язку» запропонував і довів теорему Котельникова, згідно з якою аналоговий сигнал з обмеженим спектром може бути відновлений однозначно і без втрат за своїми дискретними відліками, узятими з частотою, строго більшою від подвоєної максимальної частоти спектру[2]
- 1937 — британський учений Алек Рівз[en] запатентував перший опис імпульсно-кодової модуляції
- 1948 — Клод Шеннон опублікував «Математичну теорію зв'язку»[3], а в 1949 — «Передавання даних за наявності шуму», де, незалежно від Котельникова, довів теорему з результатами, аналогічнимитеоремі Котельникова, тому в західній літературі цю теорему часто називають теоремою Шеннона.[4]
- 1950 року Річард Геммінг опублікував роботу щодо виявлення та виправлення помилок[5]
- 1952 року Девід Гаффман створив алгоритм префіксного кодування з мінімальною надмірністю (відомий як алгоритм або код Гаффмана)
- 1959 — Алекс Гоквінгем[en] створив код виправлення помилок, нині відомий як код Бовза — Чоудгурі — Гоквінгема
- 1960 року співробітники лабораторії Лінкольна Массачусетського технологічного інституту Ірвін Рід і Густав Соломон винайшли код Ріда — Соломона
- 1967 — технічний інститут досліджень NHK представив перший цифровий котушковий стереорекордер на 1-дюймовій касеті. У пристрої використовувався ІКМ-запис з розрядністю 12 біт і частотою дискретизації 30 кГц із застосуванням компандера для розширення динамічного діапазону
- 1969 року Sony представила 13-бітний цифровий стереорекордер з частотою дискретизації 47,25 кГц, з записом на 2-дюймову відеострічку
- 1972 — фірмою Nippon Columbia випущено перший альбом записаний з цифрової майстер-стрічки[6]
- 1977 року на токійській аудіовиставці Mitsubishi, Sony і Hitachi продемонстрували прототипи цифрових грамплатівок або аудіодисків
- 1979 — в Європі Philips демонструє прототип компакт-диска діаметром 115 мм, маючи намір зробити його світовим стандартом. 14-бітний запис з частотою дискретизації 44,050 кГц не влаштував Sony, які запропонували 16-розрядний запис з частотою 50 кГц, але в результаті через обмеження формату було вирішено вибрати частоту дискретизації 44,1 кГц, а розмір диска збільшити до 120 мм. Диск вміщував 74 хвилини запису.
- 1980 — стандарт компакт-диск було офіційно запропоновано, але на всі узгодження і доопрацювання пішло два роки
- 1982 року в Європі і Японії було прийнято стандарт на систему компакт-диск
- Також 1982 року представлено цифровий формат звукозапису на котушкову стрічку DASH[en], запропонований фірмою Sony для багатоканального студійного запису
- 1987 — Sony і Philips представили формат цифрової компакт-касети DAT
- 1992 року Philips і Matsushita представили формат Compact Digital Cassette із застосуванням стиснення MPEG1 layer 1
- Того ж 1992 року Sony представила систему персонального аудіо MiniDisc і кінотеатральну систему SDDS[en], засновані на алгоритмі стиснення ATRAC
- 1999 року компаніями Sony і Philips розроблено стандарт SACD
- 2000 року представлено формат DVD-Audio

## Принцип цифрового звукозапису методом періодичної дискретизації і квантування сигналу

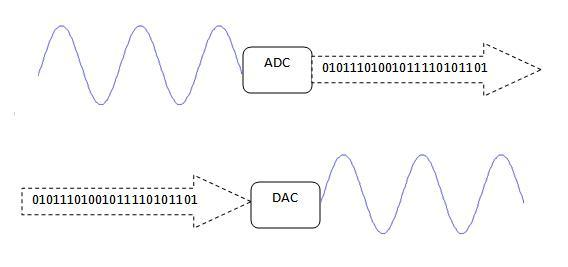
Перетворення аналогового сигналу на цифровий в АЦП і зворотне відновлення його в ЦАП

Структурна схема цифрового звукозапису і відтворення

Принцип цифрового подання коливань звуку досить простий:
- спочатку потрібно перетворити аналоговий сигнал на цифровий, це здійснює пристрій — аналого-цифровий перетворювач (АЦП)
- зберегти отримані цифрові дані на носій: магнітну стрічку (DAT), жорсткий диск, оптичний диск або флеш-пам'ять
- для того, щоб прослухати зроблений запис, необхідне відтворення запису з носія і зворотне перетворення цифрового сигналу на аналоговий за допомогою цифро-аналогового перетворювача (ЦАП).

Принцип дії АЦП теж досить простий: аналоговий сигнал, отриманий від мікрофонів і електромузичних інструментів, перетворюється на цифровий. Це перетворення включає такі операції:
1. Обмеження смуги частот за допомогою фільтра нижніх частот для придушення спектральних компонент, частота яких перевищує половину частоти дискретизації.
2. Дискретизацію в часі, тобто заміну неперервного аналогового сигналу послідовністю його значень у дискретні моменти часу — відліків. Це завдання вирішується шляхом використання спеціальної схеми на вході АЦП — пристрою вибірки-зберігання[ru].
3. Квантування за рівнем, тобто заміну величини відліку сигналу найближчим значенням з набору фіксованих величин — рівнів квантування.
4. Кодування або оцифрування, внаслідок якого значення кожного квантованого відліку подається у вигляді числа, відповідного порядковому номеру рівня квантування.

Робиться це в такий спосіб: безперервний аналоговий сигнал «ріжеться» на ділянки, з частотою дискретизації; отриманий цифровий дискретний сигнал проходить процес квантування з певною розрядністю, а потім кодується, тобто замінюється послідовністю кодових символів. Для якісного запису звуку в смузі частот 20-20 000 Гц застосовується мінімальна стандартна частота дискретизації від 44,1 кГц і вище (в даний час[коли?] з'явилися АЦП і ЦАП c частотою дискретизації 192,3 і навіть 384,6 кГц). Для отримання досить якісного запису досить розрядності 16 біт, однак для розширення динамічного діапазону і підвищення якості звукозапису використовується розрядність 24 (рідше 32) біти.

### Завадостійке і канальне кодування
Завадостійке кодування дозволяє під час відтворення сигналу виявити й усунути (або знизити частоту їх появи) помилки читання з носія. Для цього в процесі запису до відліків, отриманих на виході АЦП, додається штучна надмірність (контрольні біти), яка згодом допомагає відновити пошкоджений відлік. У пристроях запису звуку зазвичай використовується комбінація з двох або трьох завадостійких кодів. Якщо ж обраний рівень надмірності кодування не дозволяє відновити правильне значення відліку, то проводиться його заміна за допомогою інтерполяції, щоб виключити появу стрибкоподібної зміни рівня сигналу (клацання).
Для кращого захисту від пакетних помилок, викликаних пошкодженнями носія даних (подряпини на компакт-диску, загини магнітної стрічки) також застосовується перемежування.
До корисного сигналу також додаються допоміжні дані, які полегшують подальше декодування. Це можуть бути сигнали часового коду, службові сигнали, сигнали синхронізації.
Канальне кодування служить для узгодження цифрових сигналів з параметрами каналу передавання (запису/відтворення). Наприклад, під час записування цифрових сигналів на магнітний носій необхідно виключити появу в струмі запису постійної складової і низькочастотних складових спектра (що виникають за появи довгих послідовностей нулів або одиниць). Для цього використовуються таблиці перетворення, за якими проводиться заміна слів з m біт даних на слова з n канальних біт, причому завжди n>m. У пристроях відтворення цифрових сигналів канальний декодер виділяє із загального потоку даних тактові сигнали і виконує зворотне перетворення канальних n-бітових слів на m-бітові слова даних. Після корекції помилок сигнал надходить до ЦАП.

### Принцип дії ЦАП

Сигнал з ЦАП без інтерполяції на тлі ідеального сигналу.

Цифровий сигнал, отриманий з декодера, перетворюється на аналоговий. Це перетворення відбувається таким чином:
1. Декодер ЦАП перетворює послідовність чисел на дискретний квантований сигнал
2. Шляхом згладжування з дискретних відліків виробляється неперервний у часі сигнал
3. Остаточне відновлення сигналу проводиться шляхом придушення побічних спектрів в аналоговому фільтрі нижніх частот

## Методи цифрового звукозапису
За принципом запису виділяють такі методи:
- Магнітний звукозапис — запис цифрових сигналів на магнітну стрічку. Виділяють два типи запису:
  - поздовжньо-рядкова система запису, в якій стрічка рухається уздовж блоку нерухомих магнітних головок запису/відтворення (DASH[ru], DCC)
  - похило-рядкова система запису, в якій стрічка рухається уздовж барабана обертових магнітних головок і запис здійснюється похило окремими доріжками, що забезпечує більшу щільність, порівняно з поздовжньо-рядковою системою запису. (R-DAT, ADAT[ru], а також ранні системи, що складаються з ІКМ-приставки і відеомагнітофона)
- Магнітооптичний запис — запис ведеться за допомогою магнітної головки на спеціальний магнітооптичний шар, який у момент намагнічування короткочасно розігрівається лазером до температури точки Кюрі. (мінідиск, Hi-MD[en])
- Лазерний запис — запис проводиться лазерним променем, який випалює заглиблення (піти) на світлочутливому шарі оптичного носія. (компакт-диск, DVD-Audio, DTS, SACD)
- Оптичний (фотографічний) запис звуку — заснований на впливі світлового потоку на світлочутливий шар носія (кінострічки). (Dolby Digital, SDDS[en])
- Запис звуку на електронні носії — звукові дані за допомогою комп'ютера записується у вигляді файлів на різні носії (жорсткі диски, перезаписувані оптичні диски, флеш-карти, твердотілі накопичувачі), при цьому відсутнє обмеження на обов'язкову відповідність формату звуку формату носія.

На цифрових носіях і в персональних комп'ютерах для зберігання звуку (музики, голосу тощо) застосовуються різні формати, що дозволяють вибрати прийнятне співвідношення стиснення, якості звуку та обсягу даних.
Популярні формати файлів для персональних комп'ютерів і відповідних пристроїв:
- OGG
- MP3
- WAV
- WMA

## Параметри, що впливають на якість цифрового звукозапису
Основними параметрами, що впливають на якість цифрового звукозапису, є:
- Розрядність АЦП і ЦАП.
- Частота дискретизації АЦП і ЦАП.
- Джитер АЦП і ЦАП
- Передискретизація

Також важливими залишаються параметри аналогового тракту цифрових пристроїв звукозапису і звуковідтворення:
- Відношення сигнал / шум
- Коефіцієнт нелінійних спотворень
- Інтермодуляційне викривлення
- Нерівномірність амплітудно-частотної характеристики
- Взаємопроникнення каналів
- Динамічний діапазон

## Техніка цифрового звукозапису
Запис цифрового звуку в даний час здійснюється на студіях звукозапису за допомогою персональних комп'ютерів та іншої дорогої і якісної апаратури. Також досить широко розвинене поняття «домашня студія», в якій застосовується професійне і напівпрофесійне звукозаписне обладнання, що дозволяє створювати якісні записи в домашніх умовах.
Застосовуються звукові карти в складі комп'ютерів, які здійснюють обробку в своїх АЦП і ЦАП — найчастіше в 24 біти і 96 кГц, подальше підвищення бітності і частоти дискретизації, практично не збільшує якості запису.
Існує цілий клас комп'ютерних програм — звукових редакторів, які дозволяють працювати зі звуком:
- записувати вхідний звуковий потік
- створювати (генерувати) звук
- змінювати наявний запис (додавати семпли, змінювати тембр, темп, вирізати частини тощо)
- перезаписувати з одного формату в інший
- конвертувати за допомогою різних аудіокодеки

Деякі прості програми, дозволяють здійснювати тільки конвертацію форматів і кодеків.

## Порівняння деяких видів цифрового звуку
| Назва формату       | Розрядність, біт | Частота дискретизації, кГц | Число каналів | Величина потоку даних, Кбіт / с | Ступінь стиснення /пакування |
| ------------------- | ---------------- | -------------------------- | ------------- | ------------------------------- | ---------------------------- |
| CD                  | 16               | 44,1                       | 2             | 1411,2                          | 1: 1 без втрат               |
| Dolby Digital (AC3) | 16-24            | 48                         | 6             | до 640                          | ~ 12: 1 з втратами           |
| DTS                 | 20-24            | 48; 96                     | до 8          | до 1536                         | ~ 3: 1 з втратами            |
| DVD-Audio           | 16; 20; 24       | 44,1; 48; 88,2; 96         | 6             | 6912                            | 2: 1 без втрат               |
| DVD-Audio           | 16; 20; 24       | 176,4; 192                 | 2             | 4608                            | 2: 1 без втрат               |
| MP3                 | 16-24            | до 48                      | 2             | до 320                          | ~ 11: 1 з втратами           |
| AAC                 | 16-24            | до 96                      | до 48         | до 529                          | з втратами                   |
| AAC + (SBR)         | 16-24            | до 48                      | 2             | до 320                          | з втратами                   |
| Ogg Vorbis          | до 32            | до 192                     | до 255        | до 1000                         | з втратами                   |
| WMA                 | до 24            | до 96                      | до 8          | до 768                          | 2: 1, є версія без втрат     |